# Kirchberg an der Iller
Kirchberg an der Iller – miejscowość i gmina w Niemczech, w kraju związkowym Badenia-Wirtembergia, w rejencji Tybinga, w regionie Donau-Iller, w powiecie Biberach, wchodzi w skład związku gmin Illertal. Leży w Górnej Szwabii, w dolinie rzeki Iller, ok. 20 km na wschód od Biberach an der Riß, przy granicy z Bawarią.

## Dzielnice
- Kirchberg an der Iller
- Sinningen